# Пантелеимон (Кутовой)
Митрополи́т Пантелеи́мон (в миру — Николай Васильевич Кутовой; 14 декабря 1955, деревня Грибаны, Могилёвская область, БССР, СССР) — архиерей Русской Церкви на покое, бывший митрополит Красноярский и Ачинский, глава Красноярской митрополии до 20 марта 2025 года.

## Биография
Родился 14 декабря 1955 в деревне Грибаны Могилёвской области Белорусской ССР. В 1960 семья переехала в Новороссийск.
В 1970 году окончил школу. В 1970 году поступил в Урицкий сельскохозяйственный совхоз-техникум в Кустанайской области Казахской ССР, который окончил в 1975 году с отличием. С 1975 года работал зоотехником совхоза «Первомайский» Анапского района Краснодарского края. В 1976 году одновременно поступил на заочное отделение Кубанского сельскохозяйственного института.
В 1981—1985 годы учился в Ленинградской духовной семинарии.
В апреле 1985 года в Смоленске рукоположён в сан диакона, затем в сан священника. Служил в Успенском кафедральном соборе Смоленска.
В феврале 1986 года назначен настоятелем Свято-Троицкого собора в Вязьме и благочинным церквей Вяземского округа Смоленской епархии.
В апреле 1986 года принял монашеский постриг.
В 1987 года назначен членом епархиального совета и ответственным за миссионерскую работу в Калининградском благочинии. В том же году поступил в Московскую духовную академию.
В 1988 году возведён в сан игумена.
В 1989 году назначен настоятелем храма в честь иконы Божией Матери «Всех скорбящих Радость» в Десногорске и исполняющим обязанности благочинного Вяземского округа.
В 1990 году был делегатом от епархиального собрания на Поместном соборе РПЦ.
7 января 1991 года был назначен настоятелем Никольского собора Калининграда.

### Архиерейство
23 февраля 1993 года решением Священного Синода Русской православной церкви по рапорту митрополита Смоленского и Калининградского Кирилла избран епископом Балтийским, викарием Смоленской епархии. Вскоре был возведён в сан архимандрита.
2 мая 1993 года в Успенском соборе Смоленска был хиротонисан в сан епископа Балтийского, викария Смоленско-Калининградской епархии. В том же году заочно окончил Московскую духовную академию.
5 мая 1995 года включён в состав член специальной рабочей группы по планированию возрождения православной миссии Русской православной церкви на её канонической территории.
Религиовед Р. Н. Лункин отмечает, что будучи епископом Балтийским, Пантелеимон общался «с лютеранами, католиками, неоднократно высказывался о своём уважении к баптистам и пятидесятникам», а также указывает, что он обещал лютеранам, что им будут возвращены кирхи, когда «у православных будет достаточно православных храмов» и «после образования в Калининграде филиала католического колледжа Фомы Аквинского, его дипломы стал подписывать епископ Пантелеимон».
28 декабря 2000 года назначен епископом Майкопским и Адыгейским.
25 февраля 2005 года возведён в сан архиепископа.
27 мая 2009 года решением Священного Синода РПЦ назначен правящим архиереем Орловской епархии.
5 октября 2011 года решением Священного Синода назначен архиепископом Красноярским и Ачинским.
6 октября 2011 года назначен главой Красноярской митрополии. 8 октября 2011 года возведён в сан митрополита Патриархом Московским и всея Руси Кириллом в Успенском соборе Троице-Сергиевой лавры.
28 декабря 2011 года Священный Синод РПЦ выделил из Красноярской епархии Канскую и назначил митрополита Пантелеимона её временным управляющим. Управлял данной епархией до избрания 16 марта 2012 года архимандрита Филарета (Гусева) её правящим архиереем.
С 28 декабря 2011 по 24 марта 2012 года и с 9 июля 2019 по 1 августа 2024 года — временно управляющий Канской епархией. С 28 декабря 2018 года по 1 сентября 2019 года — временно управляющий Енисейской епархией. С 13 апреля 2021 по 24 августа 2023 и с 13 февраля по 27 апреля 2024 года временно управлял Минусинской епархией.
20 марта 2025 года почислен на покой по состоянию здоровья.

## Награды
Светские
- Орден Дружбы (28 декабря 2000 года) — за большой вклад в укрепление гражданского мира и возрождение духовно-нравственных традиций[14]
- Серебряная медаль «За укрепление уголовно-исполнительной системы» (2005 год)
- Медаль Александра Невского Императорского Православного Палестинского Общества (7 мая 2014 года)[15]
- Орден Михаила Архангела Императорского Православного Палестинского Общества (22 июля 2016 года)[16]
- Медаль МЧС «За пропаганду спасательного дела» (11 января 2017 года)[17]
- Императорская медаль «В память 100-летия Великой войны 1914—1918 гг»[18]

Церковные
- Орден преподобного Серафима Саровского II степени (26 июня 2008 года)[19]
- Орден преподобного Сергия Радонежского II степени (8 мая 2003 года)[20]
- Орден святителя Иннокентия, митрополита Московского и Коломенского II степени (14 декабря 2015)[21]
- Орден святого равноапостольного Николая, архиепископа Японского I степени (28 мая 2021)[22]